# Guvernementet Nizjnij Novgorod
Guvernementet Nizjnij Novgorod var ett guvernement i Kejsardömet Ryssland och Sovjetunionen åren 1796–1929.
Guvernementet var beläget i mellersta Ryssland och begränsat av guvernementen Vladimir, Kostroma, Vjatka, Kazan, Simbirsk,
Penza och Tambov. Det hade en yta på 51 274 km2 och 1 999 300 invånare (1910),
av vilka större delen var ryssar, 140 000
mordviner, 49 000 tatarer, 2 500 tjeremisser och
1 500 judar.
Volga delade guvernementet i två olika stora delar,
av vilka den mindre, på vänstra stranden (Zavolije), utgjorde ett lågland,
betäckt med kärrtrakter och stora skogar, medan den på högra stranden belägna delen är en av djupa raviner genomskuren högslätt. Endast 43 procent av arealen var åkerjord, så att jordbruket endast i södra delen fyllde befolkningens behov. 38 procent var skogbärande mark, och tillverkning av trävaror, från bastmattor till träfartyg, utgjorde en viktig förvärvskälla. I
allmänhet var husslöjden starkt utvecklad, och även storindustrin gjorde stora framsteg i början på 1900-talet. Starkast utvecklade var trä- och smidesindustrierna samt garverierna.
En stor del av befolkningen utvandrade årligen för att söka sin utkomst i andra delar av Ryssland. Handeln med spannmål, salt, trävaror, läder, järn och andra industrialster var mycket stor, och viktiga marknader hölls på flera ställen.
Guvernementet indelades i 11 kretsar (ujezd): Ardatov, Arzamas, Balachna, Gorbatov, Knjaginino, Lukojanov, Makarjev, Nizjnij Novgorod, Semjonov, Sergatj och Vasilsursk.